# Allorchestes novizealandiae
Allorchestes novizealandiae är en kräftdjursart. Allorchestes novizealandiae ingår i släktet Allorchestes och familjen Hyalellidae. Inga underarter finns listade i Catalogue of Life.